# Brachalletes
Brachalletes es un género extinto de marsupial temprano, identificado en depósitos del Pleistoceno en Australia. Existe cierto debate sobre su relación con otras especies de marsupiales. En 1997 McKenna y Bell, asignaron la especie al orden Diprotodontia y la familia Macropodidae, aunque otras autoridades la ubican en un orden propio.
La especie es descrita como un carnívoro activo.